# Первая фитна
Первая фитна (в арабском мире в основном называется «Раскол из-за убийства Усмана», араб. فتنة مقتل عثمان‎, но есть и другие названия) — широкомасштабная гражданская война (фитна) в Арабском халифате, которая привела к падению Праведного халифата и приходу к власти династии Омейядов.

## Этимология
Первоначально арабское слово «фитна» имело значение «подвернуть испытанию», как, по словам Али аль-Джурджани, «золото испытывается огнём». В дальнейшем понятие пережило глубокую эволюцию и приобрело уже религиозный оттенок, став обозначать «искушение», некое действие в попытке заставить мусульманина отказаться от своей веры. В таком же значении это слово встречается в священной книге мусульман — Коране, причём неоднократно. Так в 28 аяте VIII суры «Трофеи» встречается выражение о том, что «фитна» — это дети и вещи («Знайте, что ваше имущество и ваши дети являются искушением и что у Аллаха — великая награда»). Нередко оно появляется в исламской священной книге как испытание, которое является наказанием для грешников или заблудших. В данных случаях подразумевается некая внешняя опасность, а не внутренняя, «душевная». Она назначается за очень серьёзные проступки, ибо считается, что «искушение [многобожием] хуже, чем убийство».
Фактически в разных своих значениях «фитна» одновременно означает и «бунт против божественного Закона», и «испытание хуже смерти». Кроме этого «фитна» используется как синоним понятий «бунт», «беспорядки» и «хаотичная гражданская война, способная породить раскол, в котором вера подвернется серьёзным испытаниям». В таком значении «фитна» упоминается в большом количестве хадисов, изречений исламского пророка Мухаммеда. Так один из них, из сборника «Испытание веры» мухаддиса Ибн Батты, гласит: «После меня начнутся такие беды (на месте этого слова употребляется именно „фитна“), что верующий утром лишится веры к вечеру, а что остался верующим вечером уйдёт к следующему утру. Останутся лишь те, кто силён своей верой. Им после смерти уготована высшая награда». В связи с этим все гражданские войны и «великие битвы» в раннем халифате получили название «фитна», поскольку каждая из них была связана с испытанием легитимности верховной власти халифа как главы мусульманской общины, что имеет прямое отношение к основным ценностям веры.
В арабском мире цепочку событий, начавшуюся с убийства третьего халифа Усмана, и включившую в себя Сиффинскую битву и развитие в связи с ними шиитского и хариджитского расколов вплоть до захвата власти Омейядами чаще всего называют «Раскол/Фитна из-за убийства Усмана». Также распространены названия «Великая фитна», «Первая фитна», а порой и просто «Фитна». После итога с убийством халифа Али термин стал применяться к любому периоду беспорядков, связанному с борьбой исламских течений.

## Предпосылки
Причиной гражданской войны стали длительные политические противоречия, связанные с преемственностью власти над мусульманской общиной. Сразу после смерти Мухаммеда в Сакифе состоялось собрание его сторонников из Медины, ансаров. Туда удалось пробраться родственникам и сподвижником почившего исламского пророка, Абу Бакру ас-Сиддику и Умару ибн аль-Хаттабу в сопровождении ещё шестерых человек, с которыми вместе они стали единственными мекканскими курайшитами на собрании. Курайшиты, а за ними и ансары после долгой перепалки поклялись в верности Абу Бакру. Некоторые ансары при этом отказывались присягнуть на верность Абу Бакру, заявляя, что они являются сторонниками Али ибн Абу Талиба. Последнего на встрече не было, а Умар сделал всё возможное, чтобы его имя во время выборов преемника даже не прозвучало. Мекканцам удалось навязать свою волю, и халифом («халифа расуль Аллах», «Заместитель посланника Аллаха») провозгласили Абу Бакра. В историографии такое поведение оценивают как «закулисную сделку» и «переворот», в котором единственное, что имело значение, — доисламская внешняя политика и межплеменные отношения. Из-за отсутствия ближайших членов семьи Мухаммеда законность собрания и принятых на нём решений историки оценивают как ничтожную. Во время собрания Али занимался вопросами захоронения тестя вместе со многими членами его семьи, и о результатах переговоров он и остальная родня узнали, вероятнее всего, постфактум. По словам В. Маделунга, всеобщие выборы однозначно привели бы к приходу к власти Али, поскольку ансары скорее поддержали бы его как человека, что был их роднёй, а также из-за того, что он, вероятно, стал вторым мужчиной после Мухаммеда, который принял ислам. На стороне Али была и логика стандартной династической преемственности. Маделунг назвал саму фитну «небесной карой» именно за это собрание. Некоторые сподвижники Мухаммеда, в частности Али ибн Абу Талиб и его сторонники среди племенной знати, изначально отказались признать Абу Бакра наследником Мухаммеда. Попытка Умара и его помощников по приказу Абу Бакра противостоять Али привела к нападению на дом его супруги и дочери Мухаммеда Фатимы, которая, возможно, привела к значительному насилию. Фатима умерла через несколько месяцев после этого события, и вплоть до этого момента Али пассивно сопротивлялся власти Абу Бакра. После кончины супруги Али отказался отстаивать свои претензии на халифат, вероятно опасаясь, что в столь тяжёлое время ислам может окончательно расколоться. В дальнейшем один из арабских поэтов предложил Али зачитать своё стихотворение о том, как его и его сторонников «обманули самым чудовищным образом». Али отказался, заявив, что «благополучие ислама для него дороже всего остального». Данный конфликт стал первым предвестником надвигающегося раскола в исламе. В дальнейшем сторонники Абу Бакра получили известность как сунниты, а сторонники Али — как шииты.
С приходом к власти Абу Бакра после разгрома вероотступников начался период активной исламской экспансии, получивший в дальнейшем название «Арабские завоевания», который привёл к падению Сасанидской Персии, в то время как Византия потеряла Египет и Левант и была оттеснена в Анатолию и центр Северной Африки. После естественной кончины Абу Бакра у власти встал другой сподвижник Мухаммеда — Умар ибн аль-Хаттаб.
Завоевания принесли мусульманам высокие доходы и плодородные земли. В частности, в Ираке в руках завоевателей теперь находились бывшие коронные земли и земли персидской аристократии. Они стали общинной собственностью, управляемой государством, хотя солдаты протестовали, так как считали эти земли своими по праву. Доходы с них, однако, распределялись между армиями завоевателей. В некоторых вопросах, таких как военное жалование и административные должности, Умар отдавал предпочтение первым примкнувшим к исламской общине и сдерживал тех, кто обратился позднее, что в определённой степени привело к социальному расслоению и недовольству среди последних.

### Правление Усмана
После того, как 4 ноября 644 года персидский раб Умара смертельно ранил его (Умар скончался 3 дня спустя), вновь собранное совещательное собрание, в которое входили Абдуррахман ибн Ауф, Али ибн Абу Талиб, Саад ибн Абу Ваккас, Тальха ибн Убайдуллах, аз-Зубайр ибн аль-Аввам и сам Усман ибн Аффан, избрало последнего халифом. Это стало сюрпризом для многих. Усман был достаточно слабохарактерным человеком, и многие в общине подозревали его в трусости. Хотя Усман был первым спутником Мухаммеда со времён Мекки и был предан делу ислама, он происходил из клана Омейядов племени Курайш — группы мекканских семей, к которым принадлежали сам Мухаммед и большинство его крупных мекканских спутников. Омейяды были его ярыми противниками во время начала его служения и приняли ислам только после завоевания Мекки в 629 году, ближе к смерти Мухаммеда. Мухаммед, а затем Абу Бакр и Умар долгое время пытались склонить Омейядов на свою сторону и включить их в новый порядок, награждая их подарками и важными должностями.
Усман начал централизацию власти, опираясь на своих родственников Омейядов и исключая из властной лестницы других курайшитов, которые пользовались значительным авторитетом во время правления двух его предшественников, и ансаров, которые и без того потеряли значительную часть своего былого значения после смерти Мухаммеда. Халиф назначил своих родственников вали большинства провинций, а также передал им значительные денежные пожертвования, особенно ценно наградив Марвана ибн аль-Хакама и Саида ибн аль-Аса. При этом ещё при Умаре ведущим военачальником халифата стал Язид ибн Абу Суфьян, а после смерти последнего Усман назначил его брата Муавию вали Сирии. Помимо непотизма при Усмане высот достигла коррупция. Всё это привело к обострению конфликтов с мусульманской общиной, и к 650 году большая часть населения халифата была на стороне его противников. Старые поселенцы видели угрозу своему статусу в том, что земли на завоеванных территориях ранее были пожалованы видным курайшитам, таким как Тальха ибн Убайдуллах и аз-Зубайр ибн аль-Аввам, а новый халиф позволил поздно прибывшим племенным вождям, таким как аль-Ашас ибн Кайс, приобрести там земли в обмен на свои земли в Аравии.
Среди ярых критиков Усмана были сподвижники Мухаммеда Тальха и аз-Зубайр и его вдова Аиша. Широко известна ведущая роль в подстрекательствах против Усмана, которую сыграли Тальха и Аиша, хотя последняя потом и отрицала свою причастность. Скорее всего, Тальха и аз-Зубайр имели амбиции стать избранными халифами после смерти Усмана

## События войны

### Гибель Усмана
В январе 656 года 500 египтян направились в столицу халифата. Они притворялись паломниками, но на деле собираясь высказать претензии Усману. Ещё несколько сотен человек направились к Медине из Басры и эль-Куфы. Вали Египта направил к халифу гонца, который преодолел 1300 километров всего за 11 дней. Он предупредил халифа, однако Усман, вероятно, даже не предпринял ни одной попытки привлечь жителей Медины на свою сторону. Он лишь попытался поговорить с недовольными и убедить их отступить, но безуспешно. Претензий у них было много, от религиозных до обвинений в злоупотреблении финансами и расхищении казны. Они потребовали Усмана лишить мединцев жалования и передать его почётным сподвижникам и тем, кто завоевал это золото в боях. Халиф согласился и во всеуслышанье объявил о своём решении и его мотивах в мечети. Возможно, он надеялся на ненависть мединцев к пришлым, но результат получился прямо противоположным: мединцы согласились с разумностью требований и ещё более возненавидели Омейядов. В мае Усман был вынужден подписать обязательство с мятежниками, согласно которому он обязывался действовать лишь согласно «книге верующих» и «обычаю Пророка». Когда протестующие разошлись, Усман, не планируя выполнять обещанное, направил гуляма к вали Египта с приказом наказать главаря мятежников. Тогда египетские повстанцы вернулись в Медину, возмущенные официальным письмом, предписывающим смертную казнь их лидерам. Усман попросил Али выйти и поговорить с повстанцами напрямую, однако тот отказался. Усман отрицал, что знал о письме (что могло быть правдой, поскольку письмо мог написать его секретарь по собственному желанию), и это подтвердили Али, который выступал гарантом при заключении соглашения, и Мухаммад ибн Маслама. Но к этому времени выбор, предложенный мятежниками, сводился лишь к отставке или отречению Усмана и выборам нового халифа. Когда начались беспорядки, Али покинул халифа. Вероятно, он порвал с Усманом из-за отчаяния от собственной неспособности сломить влияние Марвана на халифа. Али вмешался только после того, как ему сообщили, что мятежники препятствуют доставке воды осажденному халифу. Он пытался смягчить тяжесть осады, настаивая на том, чтобы Усману дали воду. Кроме этого Али послал двух своих сыновей защитить дом Усмана, когда ему угрожало нападение.
Первоначально мятежники ограничились полемикой и высказыванием очередных претензий. Когда это перестало действовать, они ограничили поставку воды и пресекали любые контакты осаждённых и внешнего мира. По данным арабским источников, инициатором усиления условий осады стал Тальха. Защитников стала мучить жажда, поскольку вода в крепости из-за жары стала солёного вкуса. При этом паства Усмана под руководством Тальхи спокойно молилась в мечети рядом. Кроме этого халиф не смог по обычаю возглавить паломников, что совершали хадж, однако это не вызвало беспокойства. Таким образом, осада длилась не менее 40 дней. Ситуация ухудшилась в четверг, 16 июня. Когда Усман стоял на балконе, Нияр ибн Ияд Аслами, сподвижник Мухаммада, читал ему лекцию снаружи и требовал отречения от престола. В ответ один из слуг Марвана бросил камень, убив Нияра. Возмущенные отказом Усмана выдать нападавшего, мятежники начали подготовку к нападению. На следующий день, в пятницу, 17 июня, они напали на дом халифа, поджигая двери. Усман приказал своим защитникам сложить оружие и не сражаться, так как не хотел кровопролития. Тем не менее, некоторые из них, включая Марвана и Саида ибн аль-Аса, отказались и контратаковали мятежников, отбив их от одной из дверей. Несколько защитников были убиты в стычках, а Марван и Саид — ранены. Кроме них по одним данным были ранены Абдуллах ибн аз-Зубайр и Хасан ибн Али, хотя по другим данным они были способны сражаться и сложили оружие лишь по приказу Усмана.
Примерно во время полуденной молитвы Усман был один в доме со своей женой Наилой и читал Коран. Несколько египетских повстанцев забрались в дома соседей, а затем перепрыгнули в дом Усмана. Существует две версии его убийства. Первая изложена в рассказе аль-Вакиди (ум. 823 г.). Согласно ей, Мухаммад ибн Абу Бакр схватил Усмана за бороду, угрожая убить его. Халиф упрекнул его и попросил уйти, напомнив о его отце Абу Бакре и заявив, что тот не одобрил бы такое деяние. Тогда Мухаммад отказался от убийства Усмана и пронзил себя спереди лезвием от осознания того, что чуть не сделал, а халифа убил Кинана ибн Бишр ат-Туджиби, пронзив сзади ударом меча под ухо. Согласно другому повествованию, Мухаммад, отказавшись от убийства, не покончил с собой, а стал защищать халифа, и тогда Кинана лишь ударил Усмана металлическим прутом. Тот упал на землю, где его добил Судан ибн Хумран. Вне зависимости от того, какая из версий правдива, после того как Усман получил смертельное ранение, Амр ибн Хамик сел ему на грудь и девять раз пронзил его тело клинком. После этого дом был разграблен. Тело Усмана было похоронено ночью на еврейском кладбище, поскольку повстанцы (или ансары, согласно Велльгаузену) не позволили похоронить его на мусульманском кладбище.

### ИзбраниеАли
Али ибн Абу Талиб был двоюродным братом и зятем Мухаммеда, воспитывавшимся в его доме. Он стал первым ребёнком, принявшим Ислам и одним из первых людей, принявшим Ислам вообще. В шуре, собранной умирающим Умаром для избрания нового халифа, он собрал равное количество голосов с Усманом. Все это делало Али бесспорным претендентом. Несмотря на это, присяга началась только утром 24 июня. Противоречивые свидетельства, дошедшие до нас, называют среди обсуждавшихся претендентов ещё двоих из четверых живых участников умаровской шуры: Аз-Зубайра ибн аль-Аввама и Тальху ибн Убайдуллу. Последний участник шуры Саад ибн Абу Ваккас категорически отказался принимать какое-либо участие в избрании халифа.
Несмотря на все сложности избрания, Али был достаточно быстро признан во всем халифате, за исключением Сирии и Палестины. Наместник этих провинций Муавия ибн Абу Суфьян, сидевший там уже двадцать лет, занял откровенно выжидательную позицию.

### Оппозиция
Почти сразу же испортились отношения Али с Тальхой и аз-Зубайром. По одним сведениям, они были недовольны раздачей по три динара из казны каждому мусульманину, вопреки введённому Умаром обыкновению, никак не выделявших по заслугам перед исламом. По другим сведениям, они ожидали наместничества в Куфе и Басре, но Али, опасаясь их усиления, им отказал. Примкнула к противникам Али и Аиша.
Али обвиняли в том, что он не наказал убийц Усмана. При этом все трое были последовательными врагами Усмана, по крайней мере, морально поощрявшими убийц, а непосредственным убийцей называли брата Аиши (данные разных источников отличаются).
В конце августа сирийцы, несомненно, учитывая раздор в столице, решились на открытый разрыв. В мечети Дамаска была выставлена окровавленная одежда Усмана, а Муавия объявил, что не признаёт Али халифом.
Али начал собирать армию. Тальха и аз-Зубайр под предлогом хаджа перебрались в Мекку, ставшую центром оппозиции, и тоже собирали сторонников. Набор войск шёл крайне трудно. Общее настроение аравийских мусульман в тот период, по всей видимости, выразил Саад ибн Абу Ваккас, заявивший, что присоединится к Али, если тот даст ему меч, различающий истинно верующих от неверующих.

### Верблюжья битва
Тальха, аз-Зубайр и Аиша вместе со сторонниками перебрались в Басру. После кровавой схватки им удалось захватить власть над этим важнейшим армейским центром. Тем временем Али привлек на свою сторону Куфу, несмотря на противодействие наместника Абу Мусы аль-Ашари, также требовавшего наказания убийц и стремившегося избежать междоусобного кровопролития.
В начале декабря 656 г. армия Али одержала победу в ожесточённом сражении. Тальха и аз-Зубайр были убиты, Аиша пленена.

### Сиффинская битва
После череды бесплодных попыток договориться, стычек и небольших сражений, в июле 657 г. армии Али и Муавии сошлись в решающем сражении.
На протяжении нескольких дней стороны несли огромные потери. Али был близок к победе, когда мятежники прикрепили к своим копьям свитки Корана, запрещающего убийство правоверными друг друга. Али под давлением войска, изнурённого битвой, пошёл на переговоры.
Было принято решение назначить третейский суд. Судьями избрали Аль-Ашари со стороны Али и Амр ибн аль-Ас со стороны Муавии. Аль-Ас давно примкнул к Муавии и принимал в Сиффинской битве самое активное участие. Несмотря на разумное желание Аль-Ашари предложить нового халифа, незапятнанного междоусобицей, в марте 658 г. суд закончился ожидаемым провалом.

### Раскол в армии Али
Значительная часть сторонников Али была возмущена переговорами с Муавией. С их точки зрения, сам факт согласия Али на третейский суд лишал его легитимности, так как это была передача людскому суждению сакрального права. По настроениям, идеалам это движение во многом было близко к убийцам Усмана. После оглашения результатов суда хариджиты порвали с Али и принесли присягу верности Абдаллаху ибн Вахбу ар-Расиби (но не избрали его халифом, как иногда ошибочно указывают).

#### Битва при Нахраване
Летом 658 г. после убийств его сторонников Али был вынужден бросить войска, собранные для борьбы с Муавией, против хариджитов (восставших). 17 июля 658 г. в Нахраванской битве сражавшихся хариджитов  перебили почти поголовно. Однако движение сохранилось и стало ещё непримиримей к Али.

### Преобладание Муавии
В июле 658 года Амр ибн аль-Ас захватил Египет, при этом Мухаммада ибн Абу Бакр, представлявшего там Али, убили. Муавия, ценой тяжкой дани, заключил мир с Византией, высвободив армию. Тем временем, отдалённые наместники и покорённые народы, почувствовав слабость центральной власти, поднимали восстания. Али постепенно терял контроль над халифатом, ему становилось всё труднее набирать войска, вражеские рейды доходили почти до столицы. В июле 659 года Муавия объявил себя в Иерусалиме халифом.
В начале 661 года хариджиты решили одновременно убить всех троих виновников раскола: Али, Муавию и Амра. Убит был только Али, Муавия отделался лёгким ранением, а вместо Амра убили другого человека.

### Халифат Хасана
Халифом стал сын Али и внук Мухаммеда. На короткое время ему удалось консолидировать значительные силы, поскольку он был гораздо более приемлемой фигурой для многих мусульман, чем его отец. Его нельзя было обвинить в убийстве Усмана, он не давал согласия на третейский суд и не устраивал расправу над харриджитами. Хасану удалось собрать значительную армию, чего долго не мог сделать Али. Однако, при не вполне ясных обстоятельствах, войско взбунтовалось, сам халиф был ранен.
Считая своё дело безнадёжным или не желая продолжать кровопролитие, Хасан согласился признать Муавию халифом. В обмен он получил неприкосновенность для себя и сторонников, в его пользу были переданы налоговые поступления от одного из округов Фарса, Хасан должен был унаследовать халифат после смерти Муавии. Брат Хасана Хусейн ибн Али был категорическим противником подобного договора.

## Результаты
Победа сторонников Муавии и Омейядов. Установление в халифате наследственно-монархического правления, вместо общины верующих, возглавляемой религиозным лидером. События Первой фитны оказали значительное влияние на ислам. Никогда больше мусульмане не были единой общиной.

### Комментарии
1. ↑  По одной из версий, передаваемой ат-Табари, толчком к нападению послужило известие о том, что наместники Усмана в Ираке, Сирии и Египте выслали ему подкрепление. Тогда повстанцы поспешили покончить с халифом до прибытия новых войск[50]

### Энциклопедическая литература
- Прозоров С. М. аш-Ши‘а // Ислам: энциклопедический словарь / Отв. ред. С. М. Прозоров. — М. : Наука, ГРВЛ, 1991. — С. 298. — 315 с. — 50 000 экз. — ISBN 5-02-016941-2.
- Alī b. Abī Ṭālib / Veccia Vaglieri L. // Encyclopaedia of Islam. 2nd ed :  [англ.] : in 12 vol. / edited by H. A. R. Gibb; J. H. Kramers; E. Lévi-Provençal; J. Schacht; B. Lewis & Ch. Pellat. Assisted by S. M. Stern (pp. 1—330), C. Dumont and R. M. Savory (pp. 321—1359). — Leiden : E.J. Brill, 1986. — Vol. 1. — P. 381—386. (платн.)
- Al-Saḳifa / Lecomte G[фр.] // Encyclopaedia of Islam. 2nd ed :  [англ.] : in 12 vol. / edited by C. E. Bosworth; E. van Donzel; W. P. Heinrichs & G. Lecomte[фр.]. Assisted by P.J. Bearman and S. Nurit. — Leiden : E.J. Brill, 1995. — Vol. 8. (платн.)
- Fitna / Gardet Louis[англ.] // Encyclopaedia of Islam. 2nd ed :  [англ.] : in 12 vol. / edited by B. Lewis; J. Schacht & Ch. Pellat. Assisted by J. Burton-Page, C. Dumont and V. L. Ménage. — Leiden : E.J. Brill, 1991. — Vol. 2. — P. 930—931. (платн.)
- Muhammad in History, Thought, and Culture : An Encyclopedia of the Prophet of God :  [англ.] : in 2 vol. / ed. by Coeli Fitzpatrick ; Adam Hani Walker. — 2nd illustrated and reprinted ed. — Santa Barbara : ABC-CLIO, 2014. — 25 April. — 784 p. — ISBN 16-106-9178-4. — ISBN 978-1-610-69178-9.